# Trasio
Trasio (in greco antico: Θριάσιος?, Thriásios), personaggio dell'Iliade (XXI, v. 209-210), fu un guerriero peone .
Trasio fu ucciso da Achille nell'azione bellica descritta nel libro XXI dell'Iliade relativo alla Battaglia del fiume.
()